# Prostaglandine D2
La prostaglandine D2 (PGD2) est une prostaglandine qui se lie au récepteur PTGDR ainsi qu'au récepteur PTGDR2 (également connu sous les noms CRTH2 et GPR44),. C'est la principale prostaglandine produite par les mastocytes dans le recrutement des lymphocytes T auxiliaires, des éosinophiles et des basophiles. Le cerveau et les mastocytes sont les seuls lieux où l'on peut trouver de grandes quantités de PGD2 chez les mammifères. Cette prostaglandine est déterminante dans le développement de maladies allergiques telles que l'asthme.
La PGD2 est une molécule puissante qui favorise le sommeil. Au niveau du noyau préoptique ventrolatéral (VLPO), un des centres clefs de la régulation du sommeil lent, les récepteurs de la PGD2 (DP1) sont présents non seulement au niveau des leptoméninges, mais par les astrocytes du VLPO. Leur activation induit une libération d’adénosine par les astrocytes, qui induit alors simultanément une dilatation des vaisseaux sanguins et l’activation des neurones promoteur du sommeil du VLPO, permettant d’adapter les apports en nutriment proportionnellement à l’activité neuronale locale.
Un article publié en 2012 indique une relation causale entre des taux localement élevés de prostaglandine D2 et la chute des cheveux. L'étude correspondante a montré que la PGD2 bloque la croissance du cheveu, que les souris modifiées génétiquement pour produire davantage de PGD2 voient la croissance de leurs poils ralentie et que le taux de PGD2 est sensiblement plus élevé dans un cuir chevelu chauve que dans un cuir chevelu normal ; l'article suggère que l'un des récepteurs couplés aux protéines G, le PTGDR2 auquel se lie PGD2, pourrait être une cible thérapeutique dans le traitement de l'alopécie androgénétique.